# Джинчарадзе, Исрафил Кемалович
Исрафил Кемалович Джинчарадзе (1916—1943) — младший лейтенант Рабоче-крестьянской Красной Армии, участник Великой Отечественной войны, Герой Советского Союза (1944).

## Биография
Родился 13 (по новому стилю — 26) апреля 1916 года в селе Махинджаури Батумской области (ныне — посёлок в Хелвачаурском муниципалитете Аджарии) в семье крестьянина. Получил среднее образование. 
В 1939 году был призван на службу в Рабоче-крестьянскую Красную Армию. В 1941 году окончил Балашовскую военную авиационную школу. С 1943 года — на фронтах Великой Отечественной войны. Участвовал в Курской битве, совершал по несколько боевых вылетов в день.
К октябрю 1943 года был старшим лётчиком 673-го штурмового авиаполка 266-й штурмовой авиадивизии 1-го штурмового авиакорпуса 5-й воздушной армии Степного фронта в звании младшего лейтенанта. К этому времени он совершил 92 боевых вылета, уничтожив большое количество живой силы и боевой техники противника. 
15 октября 1943 года при возвращении с бомбардировки огневых позиций противника был сбит и погиб. Похоронен в братской могиле в селе Правобережное Верхнеднепровского района Днепропетровской области Украинской ССР.
Указом Президиума Верховного Совета СССР «О присвоении звания Героя Советского Союза офицерскому составу военно-воздушных сил Красной Армии» от 4 февраля 1944 года за «образцовое выполнение боевых заданий командования на фронте борьбы с немецкими захватчиками и проявленные при этом отвагу и геройство» был удостоен посмертно высокого звания Героя Советского Союза. Также был награждён орденами Ленина, Отечественной войны 1-й степени, Красной Звезды.
Память
Бюст Джинчарадзе был установлен в его родном селе, там же в его честь названы школа, улица и площадь. Также в его честь названа улицы в Батуми, Махинджаури и переулок в Днепре.